# Chionea (Sphaeconophilus) bezzii
Chionea (Sphaeconophilus) bezzii is een tweevleugelige uit de familie steltmuggen (Limoniidae). De soort komt voor in het Palearctisch gebied.